# Stegonotus admiraltiensis
Stegonotus admiraltiensis — вид змій родини полозових (Colubridae). Ендемік Папуа Нової Гвінеї. Описаний у 2017 році.

## Поширення і екологія
Stegonotus admiraltiensis мешкають на островах Адміралтейства, де були зафіксовані на островах Манус, Рамбутьйо і Лос-Негрос. Вони живуть в лісовій підстилці вологих тропічних лісів. Ведуть нічний спосіб життя.